# Granöselet
Granöselet är en sjö i Skellefteå kommun i Västerbotten och ingår i Sävaråns huvudavrinningsområde.